# Megaville
Megaville es una película de ciencia ficción estadounidense de 1990 independiente y de bajo presupuesto, protagonizada por Billy Zane como actor principal. Megaville es un thriller psicológico neo-noir que utiliza elementos de ciencia ficción como el cyberpunk y el existencialismo.

## Trama
Se han roto las fronteras nacionales, quedan dos superestados gigantes: un hemisferio sombrío y decadente y el estado mediático en expansión Megaville. Los viajes entre los estados están restringidos. La "CKS" rige la vida cotidiana en el Hemisferio. Todas las formas de medios de comunicación son ilegales aquí.Raymond Palinov, un modesto capitán de la policía de medios, se ve atraído por un spaghetti western y no puede apartarse de él durante una redada mediática. Palinov es condenado al ostracismo por su superior por el incidente. Después de casi perder su trabajo, Palinov comienza a exhibir rasgos de carácter extraños. Durante un mitin en el que se muestran a la policía grabaciones de medios ilegales como ejemplos de contrabando, Palinov se ríe a carcajadas con un vídeo cómico. Palinov entonces parece tener un colapso mental completo y pierde el conocimiento. Mientras que la mayoría de los agentes habrían sido despedidos tras un incidente de este tipo, Palinov se salva. Se descubre que Palinov muestra una actividad cerebral inusual y lo envían para un examen. Palinov le explica al Dr. Vogel que ha estado teniendo flashbacks extraños y viendo recuerdos en sueños que no son los suyos. El Dr. Vogel le dice a Palinov que cree que el extraño comportamiento se debe a años de exposición a la "inmundicia" de los medios e inicia un procedimiento que eliminará la actividad cerebral inexplicable y restaurará la personalidad de Palinov en su totalidad. El procedimiento no funciona y los episodios mentales de Palinov empeoran cada vez más.El señor Duprell, director del CKS, se pone en contacto con Palinov para encargarle una misión de infiltración. La guerra del hemisferio contra los medios de comunicación está a punto de intensificarse con la noticia de la introducción de "Dream-A-Life" (DAL), un producto de consumo que induce alucinaciones. La gente de Megaville podría comenzar una nueva vida en el mundo de fantasía que elijan. El gobierno de Megaville ha considerado legal el DAL y su uso se ha vuelto frecuente con la ayuda de una figura misteriosa en el inframundo de Megaville conocida como el Sr. Newman. Duprell explica que Palinov tiene un sorprendente parecido físico con el único contacto conocido de Newman en el hemisferio, el señor Jensen. La misión de Palinov es asumir la vida de Jensen e infiltrarse en el inframundo criminal tanto del Hemisferio como de Megaville, descubrir con quién está trabajando Newman y quiénes son los contactos de Newman en el Hemisferio. Para ayudar en su infiltración, a Palinov se le implantan algunos de los recuerdos de Jensen. A medida que asume el papel, pronto conoce a la casi amante de Jensen, Christine, una ex experta en demoliciones de las fuerzas armadas que se ausentó sin permiso después de que se le ordenara matar civiles. Christine exige que Jensen la lleve a Megaville. Christine y Palinov viajan a Megaville y conocen a Newman, quien se niega a revelar ninguna información sobre su operación. Mientras tanto, el presidente de Megaville, que se opone abiertamente a DAL, es asesinado. Palinov sospecha que Newman está involucrado, pero el único testigo es el asistente personal del presidente, que ahora está permanentemente atrapado en una alucinación inducida por DAL.
Cuando Palinov intenta quitarse los auriculares, Newman dispara al asistente a plena luz del día. Duprell contacta a Palinov a través de su implante cerebral, le informa que cierre el trato con Newman o su madre morirá; Duprell no quiere detener a DAL, quiere participar en el trato. Palinov se niega y Duprell intenta matarlo mediante el implante. La madre de Palinov lo salva destruyendo el dispositivo transmisor de Duprell, pero luego es asesinada. Sin embargo, antes de morir, le revela la verdad a Palinov; ella no es su madre en absoluto, él es en realidad Jensen, el hombre que cree que está personificando, la mente de Palinov es falsa. Palinov escapa con Christine, perseguida por el inframundo de Megaville; todos, excepto Palinov, mueren en un tiroteo. Duprell ha estado observando la mente de Palinov, de lo que Palinov finalmente se da cuenta. Utiliza un dispositivo DAL para falsificar las actividades de Duprell en una transmisión nacional de Megaville, que Duprell cree que es real. Palinov dice que todas las pruebas de la conspiración están en un maletín en el apartamento de Christine. Duprell la abre y detona la bomba que está dentro. Newman le revela a Palinov que él es el padre biológico de Jensen y afirma que desearía haber pasado más tiempo juntos antes de dispararle a Palinov. Newman luego se da cuenta de que su pierna está esposada a Palinov y ahora está atrapado en el desierto.

## Elenco
- Billy Zane como el agente de CKS Raymond Palinov / Jensen
- JC Quinn como el Sr.Newman
- Kristen Cloke como Christine
- Grace Zabriskie como la madre de Palinov
- Raymond O'Connor como el Sr.Taylor
- Daniel J. Travanti como director Duprell
- Stefan Gierasch como Dr. Vogel
- John Lantz como Secretario de Estado Heller
- Bryan Clark como presidente de Megaville, Hughes
- Leslie Morris como Vargas, asistente presidencial
- Vincent Guastaferro como empleado del hotel
- Jim O'Doherty como reportero de Megaville TV

## Producción
Gran parte del rodaje de escenas de "el hemisferio", especialmente la sede de CKS, tuvo lugar durante un período de dos días, el fin de semana del 17 al 18 de febrero de 1990. Tuvo lugar en el Ayuntamiento de Oakland, que en ese momento estaba cerrado debido a los daños causados por el terremoto de Loma Prieta de 1989 .

## Festival
Megaville fue nominada al título de "mejor película" en el festival internacional de interés especial Mystfest en Cattolica, Italia, en 1991 (aunque perdió ante una película en español, Amantes ).